# Campo di gluoni
Nella fisica teorica delle particelle, il campo dei gluoni è un campo quadrivettoriale che caratterizza la propagazione dei gluoni nell'interazione forte tra i quark. Svolge lo stesso ruolo nella cromodinamica quantistica del quadripotenziale elettromagnetico nell'elettrodinamica quantistica – il campo di gluoni costruisce il tensore di forza del campo di gluoni.
In questo articolo, gli indici latini assumono valori 1, 2, ..., 8 per le otto cariche di colore dei gluoni, mentre gli indici greci assumono valori 0 per le componenti temporali e 1, 2, 3 per le componenti spaziali dei vettori quadridimensionali e dei tensori nello spaziotempo. In tutte le equazioni, la convenzione di sommatoria viene utilizzata su tutti gli indici di colore e tensore, se non diversamente specificato.

## Introduzione
I gluoni possono avere otto cariche di colore, quindi ci sono otto campi, a differenza dei fotoni che sono neutri e quindi c'è un solo campo di fotoni.
I campi di gluoni per ciascuna carica di colore hanno ciascuno una componente "simile al tempo" analoga al potenziale elettrico e tre componenti "simile allo spazio" analoghe al potenziale del vettore magnetico. Usando simboli simili:
{\displaystyle {\boldsymbol {\mathcal {A}}}^{n}(\mathbf {r} ,t)=[\underbrace {{\mathcal {A}}_{0}^{n}(\mathbf {r} ,t)} _{\text{timelike}},\underbrace {{\mathcal {A}}_{1}^{n}(\mathbf {r} ,t),{\mathcal {A}}_{2}^{n}(\mathbf {r} ,t),{\mathcal {A}}_{3}^{n}(\mathbf {r} ,t)} _{\text{spacelike}}]=[\phi ^{n}(\mathbf {r} ,t),\mathbf {A} ^{n}(\mathbf {r} ,t)]}
dove n = 1, 2, ..., 8 non sono esponenti ma enumerano le otto cariche di colore dei gluoni, e tutte le componenti dipendono dal vettore posizione r del gluone e dal tempo t. Ogni {\displaystyle {\mathcal {A}}_{\alpha }^{a}} è un campo scalare, per qualche componente dello spaziotempo e carica di colore del gluone.
Le matrici di Gell-Mann {\displaystyle \lambda _{a}} sono otto matrici 3 × 3 che formano rappresentazioni matriciali del gruppo SU (3). Sono anche generatori del gruppo SU(3), nel contesto della meccanica quantistica e della teoria dei campi; un generatore può essere visto come un operatore corrispondente a una trasformazione di simmetria. Queste matrici giocano un ruolo importante nella QCD in quanto quest'ultima è una teoria di gauge del gruppo di gauge SU(3) ottenuta prendendo la carica di colore per definire una simmetria locale: ogni matrice di Gell-Mann corrisponde a una particolare carica di colore del gluone, che a sua volta può essere usata per definire operatori di carica di colore. I generatori di un gruppo possono anche costituire una base per uno spazio vettoriale, quindi il campo di gluoni complessivo è una "sovrapposizione" di tutti i campi di colore. In termini di matrici Gell-Mann (divise per 2 per comodità),
{\displaystyle t_{a}={\frac {\lambda _{a}}{2}}\,,}
le componenti del campo di gluoni sono rappresentate da matrici 3 × 3, date da:
{\displaystyle {\mathcal {A}}_{\alpha }=t_{a}{\mathcal {A}}_{\alpha }^{a}\equiv t_{1}{\mathcal {A}}_{\alpha }^{1}+t_{2}{\mathcal {A}}_{\alpha }^{2}+\cdots +t_{8}{\mathcal {A}}_{\alpha }^{8}}
o, raccogliendole in un vettore di quattro matrici 3 × 3:
{\displaystyle {\boldsymbol {\mathcal {A}}}(\mathbf {r} ,t)=[{\mathcal {A}}_{0}(\mathbf {r} ,t),{\mathcal {A}}_{1}(\mathbf {r} ,t),{\mathcal {A}}_{2}(\mathbf {r} ,t),{\mathcal {A}}_{3}(\mathbf {r} ,t)]}
il campo di gluoni è:
{\displaystyle {\boldsymbol {\mathcal {A}}}=t_{a}{\boldsymbol {\mathcal {A}}}^{a}\,.}

## Derivata covariante di gauge in QCD
La derivata covariante di gauge {\displaystyle D_{\mu }} è necessaria per trasformare i campi di quark in covarianza manifesta; le derivate parziali che formano il quadrigradiente {\displaystyle \partial _{\mu }} da sole non bastano. I componenti che agiscono sui campi di quark tripletti di colore sono dati da:
{\displaystyle D_{\mu }=\partial _{\mu }\pm ig_{s}t_{a}{\mathcal {A}}_{\mu }^{a}\,,}
dove i è l'unità immaginaria, e
{\displaystyle g_{s}={\sqrt {4\pi \alpha _{s}}}}
è la costante di accoppiamento adimensionale per la QCD, e {\displaystyle \alpha _{s}} è la costante di accoppiamento forte. Il termine di derivata parziale include una matrice identità 3 × 3, convenzionalmente non scritta per semplicità.
I campi di quark nella rappresentazione a tripletto sono scritti come vettori colonna:
{\displaystyle \psi ={\begin{pmatrix}\psi _{1}\\\psi _{2}\\\psi _{3}\end{pmatrix}},{\overline {\psi }}={\begin{pmatrix}{\overline {\psi }}_{1}^{*}\\{\overline {\psi }}_{2}^{*}\\{\overline {\psi }}_{3}^{*}\end{pmatrix}}}
Il campo di quark {\displaystyle \psi } appartiene alla rappresentazione fondamentale (3) e il campo di antiquark {\displaystyle {\overline {\psi }}} appartiene alla rappresentazione coniugata complessa (3*), il complesso coniugato è indicato con *.

## Trasformazioni di gauge
La trasformazione di gauge di ogni campo di gluoni {\displaystyle {\mathcal {A}}_{\alpha }^{n}} che lascia invariato il tensore di forza del campo di gluoni è:
{\displaystyle {\mathcal {A}}_{\alpha }^{n}\rightarrow e^{i{\bar {\theta }}(\mathbf {r} ,t)}\left({\mathcal {A}}_{\alpha }^{n}+{\frac {i}{g_{s}}}\partial _{\alpha }\right)e^{-i{\bar {\theta }}(\mathbf {r} ,t)}}
dove
{\displaystyle {\bar {\theta }}(\mathbf {r} ,t)=t_{n}\theta ^{n}(\mathbf {r} ,t)\,,}
è una matrice 3 × 3 costruita dalle matrici {\displaystyle t_{n}} sopra e {\displaystyle \theta ^{n}=\theta ^{n}({\vec {r}},t)} sono otto funzioni di gauge dipendenti dalla posizione spaziale r e dal tempo t . L'elevamento a potenza della matrice viene utilizzato nella trasformazione. La derivata covariante di gauge si trasforma in modo simile. Le funzioni {\displaystyle \theta ^{n}} qui sono simili alla funzione di gauge {\displaystyle \chi ({\vec {r}},t)} quando si cambia il quadripotenziale elettromagnetico A, nelle componenti dello spaziotempo:
{\displaystyle A'_{\alpha }(\mathbf {r} ,t)=A_{\alpha }(\mathbf {r} ,t)-\partial _{\alpha }\chi (\mathbf {r} ,t)\,}
lasciando il tensore elettromagnetico F invariante.
I campi di quark sono invarianti rispetto alla trasformazione di gauge;
{\displaystyle \psi (\mathbf {r} ,t)\rightarrow e^{ig{\bar {\theta }}(\mathbf {r} ,t)}\psi (\mathbf {r} ,t)}